# 郭原平
郭原平（？—473年），字长泰，会稽郡永兴县（今浙江省杭州市萧山区）人，南北朝刘宋时孝子，郭世道的儿子。
郭原平坚持养亲一定要靠自己的力量。他会做木工，给人做工供养双亲。父亲得病，他衣不解带侍候。父亲去世后，他悲伤过度。营建父亲的坟墓，不想让别人来办。于是学习造墓的方法，为父亲营葬。后来，很多人请他去修墓，他为穷人修墓，要的钱很少。母亲去世后，他就买下其母墓地旁边的农田，亲自去耕种。宋文帝死后，他痛哭五天，因为其父受过文帝的表彰。他又以种瓜为业。大明七年（463年），大旱，不能通船，县官刘僧秀想要放渠水给他运瓜。他说普天大旱，百姓穷困，不能减灌溉之水，以通运瓜之船。于是步行往钱唐卖货。他在县南郭凤埭帮人拉船，遇到打架，官吏来到，其他人都跑了，只有他留下。县令新到，不明详情，将要严罚。很多人为他求情，然后得免。太守王僧朗推举他为孝廉，不就。太守蔡兴宗将自己的粮米给郭原平及山阴朱百年妻，二人都没有接受。泰始七年（471年），蔡兴宗想要推举郭原平次子为望孝。泰豫元年（472年），蔡兴宗回到京师，推举郭原平为太学博士。不久蔡兴宗去世，事不行。元徽元年（473年），郭原平在家中去世。长子郭伯林，举孝廉，次子郭灵馥，儒林祭酒，都没有应命。